# Wrentham (Massachusetts)
Wrentham es un pueblo ubicado en el condado de Norfolk en el estado estadounidense de Massachusetts. En el Censo de 2010 tenía una población de 10.955 habitantes y una densidad poblacional de 187,07 personas por km².

## Geografía
Wrentham se encuentra ubicado en las coordenadas 42°3′10″N 71°21′25″O / 42.05278, -71.35694. Según la Oficina del Censo de los Estados Unidos, Wrentham tiene una superficie total de 58.56 km², de la cual 56.22 km² corresponden a tierra firme y (4%) 2.34 km² es agua.

## Demografía
Según el censo de 2010, había 10.955 personas residiendo en Wrentham. La densidad de población era de 187,07 hab./km². De los 10.955 habitantes, Wrentham estaba compuesto por el 97.07% blancos, el 0.56% eran afroamericanos, el 0.17% eran amerindios, el 1.02% eran asiáticos, el 0% eran isleños del Pacífico, el 0.21% eran de otras razas y el 0.97% pertenecían a dos o más razas. Del total de la población el 1.21% eran hispanos o latinos de cualquier raza.